# Match of the Century
Match of the Century (pt: Jogo do Século) é como ficou conhecida a partida amistosa de futebol ocorrida em 1953 entre as seleções da Inglaterra, a pátria-mãe do futebol, que estava invicta em Wembley, e não perdia um jogo em casa para uma seleção não-britânica desde 1901, e a seleção da Hungria, conhecida como Os Mágicos Magiares, campeãs olímpicos em 1952. 
Este jogo é considerado pela FIFA como um dos jogos mais memoráveis de todos os tempos.

## A Partida
| “ | "Tive medo quando fomos a Londres. Dez dias antes, jogamos em Budapeste, contra a Suécia. E jogamos muito mal. Eles empataram com um pênalti no final, o público nos vaiou. O capitão da equipe inglesa estava presente. Depois do jogo ele disse: "Vamos ganhar sem problemas desse time da Hungria". Foram os ingleses que divulgaram essa ideia de "jogo do século". Os jornais escreveram que o vencedor da partida seria designado como "a melhor equipe do mundo."" | ” |

O time húngaro estava tenso. Vinha de um empate contra a Suécia em 2x2. Além disso, mais de 100.000 espectadores lotaram o estádio de Wembley. Para evitar a tensão, o craque húngaro Ferenc Puskás começou a fazer embaixadinhas no aquecimento, para espanto da torcida - aquilo era algo que eles nunca tinham visto. Assim que começou a partida, o nervosismo não existia mais e os ingleses se espantariam mais ainda. A Hungria jogava seu melhor futebol e abriu o placar logo aos 43 segundos.
O técnico húngaro Gusztáv Sebes havia treinado por 3 semanas para explorar os pontos fracos ingleses. Contra o rígido sistema inglês onde os jogadores tinham posições fixas, os húngaros se movimentavam sem parar, o tempo todo. Por exemplo, o centroavante Nándor Hidegkuti, jogou como um falso-centroavante - vinha buscar jogo no meio e deixava confusos os defensores. Os meio-campistas Zakariás e Lorant viram zagueiros, enquanto os zagueiros Lantos e Buzánszky se transformam em laterais. Uma inovação para a época que serviu de inspiração para o futebol total holandês. O jogo foi um massacre por parte do time húngaro. Foram 35 chutes a gol da Hungria contra apenas 5 da Inglaterra.
Um dos gols marcados por Puskás (o que colocou a Hungria em vantagem de 4 x 1 no placar), é considerado um dos gols mais bonitos de sempre. O próprio considera como sendo o mais bonito de sua carreira. Ele recebeu a bola na área e, com um toquinho com a sola do pé esquerdo, trouxe a bola pra trás e deixou o capitão inglês no chão. Na cara do gol, foi só chutar pra fazer o terceiro. Lance de gênio.
| “ | "Durante dez anos, esse gol de Puskás contra os ingleses foi a imagem de abertura do principal programa esportivo da televisão húngara. Era visto e revisto todos os dias." | ” |

### Ficha Técnica
| 22 de novembro de 1953 | Inglaterra                                | 3 – 6                 | Hungria                                               | Empire Wembley Stadium                                                                 |
|                        | Sewell 13' · Mortensen 38' · Ramsey 57' p | Relatório (em inglês) | Hidegkuti 1', 20', 56' · Puskás 24', 27' · Bozsik 50' | Público: 105,000 Árbitro: Leo Horn Assistente1: J. Bronkhorst Assistente2: K. Schipper |

| Inglaterra | Hungria |

|                     |    |                                        |  |
|                     |    |                                        |  |
| GK                  | 1  | Gil Merrick (Birmingham City)          |  |
| RB                  | 2  | Alf Ramsey (Tottenham Hotspur)         |  |
| LB                  | 3  | Bill Eckersley (Blackburn Rovers)      |  |
| RH                  | 4  | Billy Wright (Wolverhampton Wanderers) |  |
| CB                  | 5  | Harry Johnston (Blackpool)             |  |
| LH                  | 6  | Jimmy Dickinson (Portsmouth)           |  |
| RW                  | 7  | Stanley Matthews (Blackpool)           |  |
| IR                  | 8  | Ernie Taylor (Blackpool)               |  |
| CF                  | 9  | Stan Mortensen (Blackpool)             |  |
| IL                  | 10 | Jackie Sewell (Sheffield Wednesday)    |  |
| LW                  | 11 | George Robb (Tottenham Hotspur)        |  |
| Técnico:            |    |                                        |  |
| Walter Winterbottom |    |                                        |  |

|                |    |                                 |  |
|                |    |                                 |  |
| GK             | 1  | Gyula Grosics (Honvéd) 78'      |  |
| RB             | 2  | Jenő Buzánszky (Dorogi)         |  |
| LB             | 3  | Mihály Lantos (Vörös Lobogó)    |  |
| DM             | 4  | József Bozsik (Honvéd)          |  |
| CB             | 5  | Gyula Lóránt (Honvéd)           |  |
| CB             | 6  | József Zakariás (Vörös Lobogó)  |  |
| RW             | 7  | László Budai (Honvéd)           |  |
| FW             | 8  | Sándor Kocsis (Honvéd)          |  |
| AM             | 9  | Nándor Hidegkuti (Vörös Lobogó) |  |
| FW             | 10 | Ferenc Puskás (Honvéd)          |  |
| LW             | 11 | Zoltán Czibor (Honvéd)          |  |
| Substitutição: |    |                                 |  |
| GK             | 12 | Sándor Gellér(Vörös Lobogó) 78' |  |
| Técnico:       |    |                                 |  |
| Gusztáv Sebes  |    |                                 |  |

|  |

#### Esquemas Táticos
- Inglaterra – 3-2-2-3 (WM):[1]
- Hungria – 1-3-2-4[1]

## Pós-Jogo
| “ | "Era um estilo de jogo que nunca tínhamos visto antes. Não conhecíamos nenhum daqueles jogadores. Não conhecíamos Puskás. Eram todos homens de Marte pra nós. Aquele jogo mudou nossa forma de pensar. Pensamos que íamos destruir aquele time. Nós éramos os mestres, e eles, os pupilos. Foi totalmente o contrário." | ” |

A partir dessa derrota, o futebol inglês mudou. Tiveram que admitir que outro país poderia jogar melhor que eles e que a supremacia de 90 anos não existia mais. O técnico inglês Walter Winterbottom passou a aplicar aos poucos o que havia aprendido com os húngaros. O sistema usado por eles foi evoluindo até chegar ao 4-4-2, que hoje é usado pela maioria dos times em todo o mundo. Segundo Bobby Robson, "durante muito tempo, o futebol inglês mergulhou em um complexo de superioridade paralisante. Essa derrota revolucionou o nosso futebol. Os húngaros jogaram em uma formação tática até então desconhecida: o 4-2-4. Seu jogo coletivo era impressionante, e vê-los desestabilizar completamente a equipe da Inglaterra me marcou profundamente."
Esta vitória foi a ultima da Seleção Húngara em território inglês.

## A Revanche
Acreditando que o resultado havia sido uma "aberração", a Inglaterra pediu uma revanche, que desta vez seria jogada na Hungria. Assim, a um mês da Copa do Mundo de 1954, em 22 de maio de 1954, no Népstadion, em Budapeste, ocorreu a revanche do "Jogo do Século". A vitória dos Mágicos Magiares não deixou dúvidas de que os húngaros, com seu misto de força, talento e disciplina, tinham a melhor seleção europeia, e aumentou e muito o seu já existente favoritismo para a Copa.

### Ficha Técnica
| 22 de maio de 1954 | Hungria                                                                 | 7 – 1                 | Inglaterra  | Népstadion (Budapest)                     |
|                    | Lantos 10' · Puskás 17' 71' · Kocsis 19' 57' · Hidegkuti 59' · Tóth 63' | Relatório (em inglês) | Broadis 68' | Público: 92,000 Árbitro: Giorgio Bernardi |

| Hungria | Inglaterra |

|               |    |                  |  |
|               |    |                  |  |
| GK            | 1  | Gyula Grosics    |  |
| RB            | 2  | Jenő Buzánszky   |  |
| LB            | 3  | Mihály Lantos    |  |
| DM            | 4  | József Bozsik    |  |
| CB            | 5  | Gyula Lóránt     |  |
| CB            | 6  | József Zakariás  |  |
| RW            | 7  | József Tóth      |  |
| FW            | 8  | Sándor Kocsis    |  |
| AM            | 9  | Nándor Hidegkuti |  |
| FW            | 10 | Ferenc Puskás    |  |
| LW            | 11 | Zoltán Czibor    |  |
| Técnico:      |    |                  |  |
| Gusztáv Sebes |    |                  |  |

|                     |    |                  |  |
|                     |    |                  |  |
| GK                  | 1  | Gil Merrick      |  |
| RB                  | 2  | Ron Staniforth   |  |
| LB                  | 3  | Roger Byrne      |  |
| RH                  | 4  | Billy Wright (c) |  |
| CB                  | 5  | Syd Owen         |  |
| LH                  | 6  | Jimmy Dickinson  |  |
| RW                  | 7  | Peter Harris     |  |
| IR                  | 8  | Jackie Sewell    |  |
| CF                  | 9  | Bedford Jezzard  |  |
| IL                  | 10 | Ivor Broadis     |  |
| LW                  | 11 | Tom Finney       |  |
| Técnico:            |    |                  |  |
| Walter Winterbottom |    |                  |  |

|  |

### Pós Jogo
- Esta ainda é a pior derrota da Seleção Inglesa.[5]